# Zgornja Lipnica
Zgornja Lipnica je naselje u slovenskoj Općini Radovljici. Zgornja Lipnica se nalazi u pokrajini Gorenjskoj i statističkoj regiji Gorenjskoj. 

## Stanovništvo
Prema popisu stanovništva iz 2002. godine naselje je imalo 152 stanovnika.